# Ceratinopsis
Genre
Synonymes
- Notionella Banks, 1905

Ceratinopsis est un genre d'araignées aranéomorphes de la famille des Linyphiidae.

## Distribution
Les espèces de ce genre se rencontrent dans le Nord de l'Amérique, en Afrique et en Asie.

## Liste des espèces
Selon World Spider Catalog (version 25.5, 05/02/2025) :
- Ceratinopsis acripes (Denis, 1962)
- Ceratinopsis africana (Holm, 1962)
- Ceratinopsis atolma Chamberlin, 1925
- Ceratinopsis auriculata Emerton, 1909
- Ceratinopsis benoiti (Holm, 1968)
- Ceratinopsis blesti Locket, 1982
- Ceratinopsis bona Chamberlin & Ivie, 1944
- Ceratinopsis crosbyi Chamberlin, 1949
- Ceratinopsis delicata Chamberlin & Ivie, 1939
- Ceratinopsis dippenaarae Jocqué, 1984
- Ceratinopsis disparata (Dondale, 1959)
- Ceratinopsis fako Bosmans & Jocqué, 1983
- Ceratinopsis georgiana Chamberlin & Ivie, 1944
- Ceratinopsis gosibia Chamberlin, 1949
- Ceratinopsis guerrerensis Gertsch & Davis, 1937
- Ceratinopsis holmi Jocqué, 1981
- Ceratinopsis idanrensis Locket & Russell-Smith, 1980
- Ceratinopsis infuscata (Denis, 1962)
- Ceratinopsis interpres (O. Pickard-Cambridge, 1874)
- Ceratinopsis interventa Chamberlin, 1949
- Ceratinopsis labradorensis Emerton, 1925
- Ceratinopsis laticeps Emerton, 1882
- Ceratinopsis locketi Millidge, 1995
- Ceratinopsis machadoi (Miller, 1970)
- Ceratinopsis mbamensis Bosmans, 1988
- Ceratinopsis monticola (Simon, 1894)
- Ceratinopsis munda (O. Pickard-Cambridge, 1896)
- Ceratinopsis nigriceps Emerton, 1882
- Ceratinopsis nigripalpis Emerton, 1882
- Ceratinopsis nitida (Holm, 1964)
- Ceratinopsis oregonicola Chamberlin, 1949
- Ceratinopsis orientalis Locket, 1982
- Ceratinopsis palomara Chamberlin, 1949
- Ceratinopsis raboeli Scharff, 1989
- Ceratinopsis rosea Banks, 1898
- Ceratinopsis secuta Chamberlin, 1949
- Ceratinopsis setoensis (Oi, 1960)
- Ceratinopsis sinuata Bosmans, 1988
- Ceratinopsis sutoris Bishop & Crosby, 1930
- Ceratinopsis swanea Chamberlin & Ivie, 1944
- Ceratinopsis sylvania Chamberlin & Ivie, 1944
- Ceratinopsis watsinga Chamberlin, 1949
- Ceratinopsis xanthippe (Keyserling, 1886)
- Ceratinopsis yola Chamberlin & Ivie, 1939

Selon World Spider Catalog (version 23.5, 2023) :
- † Ceratinopsis deformans (Wunderlich, 1998)

## Systématique et taxinomie
Ce genre a été décrit par Emerton en 1882 dans les Theridiidae.
Notionella a été placé en synonymie par Bishop et Crosby en 1930.

## Publication originale
- Emerton, 1882 : « New England spiders of the family Theridiidae. » Transactions of the Connecticut Academy of Arts and Sciences, vol. 6, p. 1-86 (texte intégral).